# Puntius tiantian
Puntius tiantian är en fiskart som beskrevs av Kullander och Fang 2005. Puntius tiantian ingår i släktet Puntius och familjen karpfiskar. IUCN kategoriserar arten globalt som nära hotad. Inga underarter finns listade i Catalogue of Life.